# ジョン・フリッツ
ジョン・フリッツ（英語: John Fritz、1960年5月23日 - ）は、ミクロネシア連邦の外交官、大使。トラック州（現・チューク州）出身。母語のチューク語と母国語の英語に加えて、日本語に堪能。2008年4月より、駐日ミクロネシア連邦大使を務めている。
地元チューク州の高校とアメリカ合衆国カリフォルニア州サンディエゴ郡のモンテビスタ高校で修学した後、1979年11月に来日し、翌1980年より東海大学で修学。爾後、修学や研修と並行しながら駐日ミクロネシア連邦連絡事務所（大使館の前身）、駐日ミクロネシア連邦大使館で奉職しており、日本在住歴は40年以上。

## 日本との関係
1960年5月23日、日系ミクロネシア連邦人三世として生まれる。
1979年11月、元プロ野球選手で貿易商の伯父相沢進に誘われて来日。
1980年から1984年にかけて東海大学教養学部国際学科、1984年から1987年にかけて東海大学政治経済学部経済学科で修学。学業と並行して、1984年から1987年まで駐日ミクロネシア連邦連絡事務所（大使館の前身）で実習生として勤務。1987年から1988年にかけて連絡事務所の契約職員。
1988年から1998年にかけて、駐日ミクロネシア連邦大使館一等書記官。1998年から2008年にかけて、駐日ミクロネシア連邦大使館公使。
2008年4月16日、皇居で上皇明仁（平成当時の天皇）に信任状を捧呈して駐日大使に就任。
2015年12月15日、安倍晋三内閣総理大臣が日本語を話す駐日各国大使24名を総理公邸に招いて昼食会を主催したが、フリッツ大使も参加した各国大使のうちの一人であった。この安倍総理大臣と日本語を話す駐日各国大使との昼食会は毎年度恒例のイベントとなり、第3回（2017年12月18日）、第5回（2020年1月8日）の昼食会においてもフリッツ大使が参加している。
2018年6月5日、自民党動画チャンネル「CafeSta（カフェスタ）」が配信する武井俊輔司会の番組「ディスカバーワールドin Cafesta」に出演。
2019年10月22日、皇居正殿松の間で今上天皇の即位礼正殿の儀が執り行われ、デイヴィッド・パヌエロ大統領及び夫人と共に参列した。